# Daniel O'Connell
Daniel O'Connell (nome em irlandês, Dónall Ó Conaill) (Cahirciveen, 6 de agosto de 1775 – Gênova, 15 de maio de 1847); muitas vezes referido como O Libertador, ou O Emancipador, foi o reconhecido líder político da maioria católica romana da Irlanda na primeira metade do século XIX.

## Carreira
Sua mobilização da Irlanda católica, até a classe mais pobre de arrendatários, garantiu a parcela final da emancipação católica em 1829 e permitiu que ele ocupasse um assento no Parlamento do Reino Unido, para o qual havia sido eleito duas vezes.
Em Westminster, O'Connell defendeu causas liberais e reformistas (ele era internacionalmente conhecido como abolicionista), mas falhou em seu objetivo declarado para a Irlanda — a restauração de um Parlamento irlandês separado por meio da revogação do Ato de União de 1800. No contexto de uma crescente crise agrária e, em seus últimos anos, da Grande Fome, O'Connell lutou contra dissensões em casa. A crítica de seus compromissos políticos e de seu sistema de clientelismo dividiu o movimento nacional que ele havia liderado singularmente.

## Duelos e anti-duelismo
Era comum no seu tempo disputas políticas transbordarem para o campo de duelo. 
As suas afrontas à Corporação de Dublim (autoridade municipal dessa cidade), levariam a espadas desembainhadas, face à recusa de Ó Conaill de se retractar ao apelidar a Corporação de "mendicante".John D'Esterre então desafia Ó Conaill, talvez considerando que este se retractasse ao invés de lutar, já que teria recusado anteriormente duelos e dessa forma cedido. Mas Ó Conaill não tenciona repetir a cedência, e aceita o duelo, que toma lugar em 2 de fevereiro de 1815 em Bishopscourt (toponímia em irlandês, Cúirt an Easpaig), no Condado de Cill Dara.
Ambos os homens disparam, e um incólume Ó Conaill atinge mortalmente D'Esterre. Perturbado pela morte, Ó Conaill oferece à viúva D'Esterre uma pensão. Esta consente que o pagamento seja feito à sua filha, que o receberá de Ó Conaill durante mais de trinta anos, até à morte do político.
Ainda estaria comprometido para duelar Robert Peel, então Secretário-Chefe da Irlanda, em resultado de Ó Conaill frequentemente apelidar Peel de "Orange Peel" ("casca de laranja", associando Peel à protestante e unionista Ordem de Orange). Apenas a prisão de Ó Conaill a caminho do duelo preveniu o encontro, e a questão não voltou a levantar-se entre os dois.
Mas em 1816, adoptando uma postura pacifista, Ó Conaill fez um 'voto sagrado' de nunca mais se colocar em posição de derramar sangue. Em "expiação pela morte D'Esterre", terá desde então "com orgulho" aceite os insultos de homens com quem recusaria lutar.
No entanto, dados os costumes duelistas da época, surgiriam críticos do seu pacifismo. Como Thomas Moore, que comentaria que "remover, pelo seu exemplo, a contenção, imposta pela responsabilidade um para com outro sob a égide da lei do duelo", foi "um dos piores actos, talvez, que Ó Conaill fez à Irlanda", que teria dado rédea livre à sua propensão para abusos pessoais.
Em 1835, insultos a Benjamin Disraeli resultariam em novo desafio a Ó Conaill. Perante a recusa, Disraeli desafiaria o filho e correligionário de Ó Conaill, Morgan. Este, no entanto, recusou responsabilidade pelos comentários controversos de seu pai.

Em 1838, ao apelar a uma nova cruzada contra a "vil união" nos Estados Unidos da América de "republicanismo e escravagismo", denunciou nesta questão o próprio George Washington, e caracterizou o embaixador estado-unidense, o virginiano e latifundário Andrew Stevenson, como um "procriador de escravos". O embaixador desafiá-lo-ia para um duelo, sem que Ó Conaill o defrontasse ou retrocedesse nas suas críticas.